# Torbjörn Vallinder
Torbjörn Vallinder, född 30 november 1925, död 12 februari 2011, var en svensk jurist och statsvetare och expert inom tryckfrihet.
Vallinder disputerade 1962 med avhandlingen I kamp för demokratin. Rösträttsrörelsen i Sverige 1886-1900. Han var mellan 1970 och 1984 redaktör för Statsvetenskaplig Tidskrift, och var sakkunnig i utredningar om tryckfrihetsförordningen. Vidare var han juryman i tryckfrihetsmål i Malmö och Helsingborg.
Han promoverades till hedersdoktor vid Lunds universitet den 28 maj 2003.
Vallinders gravvård återfinns på Norra kyrkogården i Lund.